# IRM (álbum)
IRM é o terceiro álbum de estúdio da cantora francesa Charlotte Gainsbourg, foi produzido por Beck Hansen e lançado em 7 de dezembro de 2009.
| Críticas profissionais                                                      | Críticas profissionais |
| Avaliações da crítica                                                       | Avaliações da crítica  |
| Fonte                                                                       | Avaliação              |
| --------------------------------------------------------------------------- | ---------------------- |
| Metacritic                                                                  | [ 1 ]                  |
| The Guardian                                                                | [ 2 ]                  |
| Pitchfork Media                                                             | (8.4/10)               |
| The Times                                                                   | [ 4 ]                  |
| Esta tabela precisa de ser acompanhada por texto em prosa. Consulte o guia. |                        |

## Faixas
1. Master's Hand - 2:49
2. IRM - 2:35
3. Le Chat du Café des Artistes - 4:03
4. In the End - 2:00
5. Heaven Can Wait - 2:41
6. Me and Jane Doe - 3:21
7. Vanities - 3:38
8. Time of the Assassins - 2:46
9. Trick Pony - 2:53
10. Greenwich Mean Time - 2:25
11. Dandelion - 3:18
12. Voyage - 4:05
13. La Collectionneuse - 4:05